# Bervedino
Bervedino ist eine Weißweinsorte, die in der italienischen Region Emilia-Romagna kultiviert wird. Zugelassen ist die Sorte in der Provinz Piacenza. Ihr Anbau ist auf das Val d’Arda, einem Seitental des Po begrenzt. Anfang der 1990er Jahre betrug die bestockte Rebfläche geringe 15 Hektar.
Siehe auch den Artikel Weinbau in Italien sowie die Liste von Rebsorten.

## Ampelographische Sortenmerkmale
In der Ampelographie wird der Habitus folgendermaßen beschrieben:
- Die Triebspitze ist offen. Sie ist stark spinnwebig behaart und von gelblich-grüner Farbe. Die Jungblätter sind schwach spinnwebig behaart und gold-grünlich gefärbt.
- Die mittelgroßen Blätter sind  meist fünflappig und tief gebuchtet (siehe auch den Artikel Blattform). Die Stielbucht ist V-förmig offen. Das Blatt ist stumpf gezahnt. Die Zähne sind im Vergleich der Rebsorten mittelgroß.
- Die pyramidalförmige Traube ist mittelgroß, geschultert und lockerbeerig. Die rundlichen Beeren sind mittelgroß und von goldgelblicher Farbe. In sehr reifem Zustand wechselt die Einfärbung ins bernsteinfarbene.

Der wuchskräftige Bervedino reift ca. 30 Tage nach dem Gutedel und gehört damit zu den Rebsorten der mittleren dritten Reifungsperiode (siehe das Kapitel im Artikel Rebsorte). Bervedino ist eine Varietät der Edlen Weinrebe (Vitis vinifera).

## Synonyme
Bervedino ist auch unter dem Synonym Bervedino Bianco bekannt.